# Пальцево (Островський район)
Пальцево (рос. Пальцево) — присілок в Островському районі Псковської області Російської Федерації.
Населення становить 59 осіб. Входить до складу муніципального утворення Бережанская волость.

## Історія
Від 2015 року входить до складу муніципального утворення Бережанская волость.

## Населення
| 2001 | 2002 | 2010 |
| ---- | ---- | ---- |
| 90   | ↘70  | ↘59  |